# Annelie Bhagavan
Annelie Bhagavan, även känd som Li Berg och Annelie Berg, folkbokförd Anneli Maria Berg Bhagavan, född 29 mars 1966 i Tyresö församling i Stockholms län i Sverige, är en svensk artist och röstskådespelare.
Under skoltiden på Adolf Fredriks musikklasser i Stockholm bildade hon under några år gruppen Tre tjejer med Carola Häggkvist och Margareta Bengtson, numera sopran i The Real Group. 1983 solodebuterade hon under namnet Li Berg med singeln "The smørgasbord". Låten som blev en mindre hit skrevs av Torkel Odéen och Dick Berglund med text av Li Berg. Den producerades av Hannah Produktion, ett skivbolag som Odéen och Berglund ägde. Singeln följdes upp av hennes debutalbum Vill du 1984 med popfunk och som bjöd på danslåtar som titelspåret "Vill du", "Olo's bar", "Pokerface" och "Video". 1985 kom albumet Li i samma poppfunk-stil som debutalbumet. Albumet innehöll också melodifestivalbidraget "Jag vet hur det känns", som hon kom femma med i Melodifestivalen 1985.
Annelie Bhagavan har dubbat en hel del serier till svenska genom åren. Några vars röster hon läst in på svenska är Annie i den japanska TV-serien Sailor Moon, April O'Neils röst i 1987 års tecknade TV-serie Teenage Mutant Ninja Turtles (Media Dubbs tolkning), James Bond Junior från 1992, då hon spelade diverse 'Bondflickor' och andra karaktärer. Hon har även gjort rösten till Clover i TV-serien Totally Spies och en hel del röstarbete för TV-kanaler som till exempel Disney Channel och TV4.
I Radio 107,5s jinglar brukar hon också höras. I den animerade filmen Ballerinan och uppfinnaren gör hon rösten till karaktären Odette.
Utöver tecknade serier och radio har hennes röst varit med i reklamfilmer för bland andra: GB glass, Kellogg's Frosties, Trafikförsäkringsföreningen samt en tarotlinje. Hon har också läst upp uppdrag i SVT:s program Minuten.

## Diskografi
- 1984 – Vill du
- 1985 – Li

## Filmografi och TV-serier, i urval
| År        | Titel                                         | Notering              |
| --------- | --------------------------------------------- | --------------------- |
| 1985      | Thundercats                                   |                       |
| 1988      | Fantastiske Max                               |                       |
| 1988      | Min granne Totoro                             |                       |
| 1990      | Teenage Mutant Hero Turtles                   |                       |
| 1992      | James Bond Junior                             |                       |
| 1992      | Sailor Moon                                   | Introsång             |
| 1992      | Porco Rosso                                   |                       |
| 1993      | Nick & Noel                                   |                       |
| 1993      | Swat Kats                                     |                       |
| 1993      | Richard Scarrys äventyrsvärld                 |                       |
| 1994      | Vad vore julen utan björnar                   |                       |
| 1995      | Iznogoud                                      |                       |
| 1995      | Änglahund 2                                   |                       |
| 1995      | Sagan om herr Räv                             |                       |
| 1995      | Sagan om Flopsys ungar och fru Muslina        |                       |
| 1995      | Sagan om två busiga möss och Stefan Stadsmus  |                       |
| 1995      | Bambubjörnarna                                | Introsång             |
| 1997      | Nalle har ett stort blått hus                 |                       |
| 1999      | Stuart Little                                 |                       |
| 1999      | Pokémon – Filmen                              |                       |
| 2000      | Pokémon 2 - Ensam är stark                    |                       |
| 2000      | Mannen utan ögon                              |                       |
| 2001      | Pokémon 3                                     |                       |
| 2001–2005 | Totally Spies                                 |                       |
| 2002      | He-Man and the Masters of the Universe        |                       |
| 2003      | Grodmysteriet                                 |                       |
| 2003      | Sonic X                                       |                       |
| 2004      | Två tigerbröder                               |                       |
| 2004–2008 | Atomic Betty                                  |                       |
| 2004–2006 | Brandy & herr Morris                          |                       |
| 2005      | Wallace & Gromit: Varulvskaninens förbannelse |                       |
| 2008      | Disco-Daggarna                                |                       |
| 2010      | Vildkatten Banjo                              | Röst till katten Zazu |
| 2011      | Svampbob Fyrkant                              |                       |